# Vægtløftning under sommer-OL 2012 – 63 kg kvinder
Kvindernes 63 kg vægtklasse i vægtløftning under Sommer-OL 2012 fandt sted den 31. juli 2012 på ExCeL Exhibition Centre i London.

## Resultater
10 udøvere deltog.
| Nr.    | Udøver                     | Krops vægt | Træk (kg) | Træk (kg) | Træk (kg) | Træk (kg) | Stød (kg) | Stød (kg) | Stød (kg) | Stød (kg) | Totalt |
| Nr.    | Udøver                     | Krops vægt | 1         | 2         | 3         | Resultat  | 1         | 2         | 3         | Resultat  | Totalt |
| ------ | -------------------------- | ---------- | --------- | --------- | --------- | --------- | --------- | --------- | --------- | --------- | ------ |
| Guld   | Maiya Maneza (KAZ)         | 62.21      | 106       | 110       | 112       | 110       | 135       | 144       | 144       | 135       | 245    |
| Sølv   | Svetlana Tsarukayeva (RUS) | 62.42      | 106       | 111       | 112       | 112       | 125       | 130       | 130       | 125       | 237    |
| Bronze | Christine Girard (CAN)     | 62.87      | 103       | 105       | 105       | 103       | 130       | 133       | 135       | 133       | 236    |
| 4      | Sibel Şimşek (TUR)         | 62.28      | 105       | 105       | 105       | 105       | 130       | 133       | 133       | 130       | 235    |
| 5      | Milka Maneva (BUL)         | 62.66      | 98        | 102       | 105       | 102       | 125       | 131       | 134       | 131       | 233    |
| 6      | Luz Acosta (MEX)           | 62.91      | 99        | 103       | 104       | 99        | 119       | 125       | 127       | 125       | 224    |
| 7      | Seen Lee (AUS)             | 59.65      | 78        | 83        | 86        | 83        | 98        | 103       | 106       | 103       | 186    |
| 8      | Maria Liku (FIJ)           | 61.45      | 78        | 82        | 85        | 82        | 100       | 105       | 105       | 100       | 182    |
| 9      | Lucía Castañeda (NCA)      | 62.45      | 76        | 79        | 79        | 79        | 91        | 97        | 97        | 97        | 176    |
| 10     | Silvana Saldarriaga (PER)  | 58.11      | 70        | 75        | 75        | 75        | 92        | 97        | 101       | 97        | 172    |